# Risbecoma mohandasi
Risbecoma mohandasi är en stekelart som beskrevs av T.C. Narendran 1994. Risbecoma mohandasi ingår i släktet Risbecoma och familjen kragglanssteklar. Inga underarter finns listade i Catalogue of Life.